# Dino Peljto
Aldin Dino Peljto (Brčko, Joegoslavië, 7 oktober 1987) is een Nederlands-Bosnische voetballer die als aanvaller of middenvelder speelt.
Peljto speelde 9 jaar in de jeugd bij PSV. Hij tekende een 2-jarige profcontract bij RKC Waalwijk. Hij debuteerde in het eerste elftal, tijdens de nacompetitiewedstrijd tegen De Graafschap (2-0 winst). Peljto kwam in de 85e minuut in het veld voor Anthony Obodai. RKC promoveerde dat jaar naar de Eredivisie.
In het seizoen 2009-2010 maakte hij de overstap naar Fortuna Sittard. Daar kwam hij 15 keer actie. Een jaar later tekende hij een contract bij het naar de Topklasse gedegradeerde FC Oss. Daar verraste hij de clubleiding door op 30 augustus 2010 zijn contract alweer in te leveren. Op 24 november 2010 keerde hij echter weer terug bij de club uit Brabant. In juli 2011 tekende hij een 2-jarige overeenkomst bij KV Turnhout. Bij KV Turnhout speelde hij 33 competitiewedstrijden. Daarin scoorde hij 8x, en had 14 assists op zijn naam.  Hij ging op huurbasis naar KFC Dessel Sport dat uitkwam in de 2e klasse van België. Hierna keerde hij terug bij Turnhout. In het seizoen 2015/16 speelde Peljto voor Cappellen FC en sinds medio 2016 komt hij uit voor Bocholt VV.

## Statistieken
| Seizoen | Club            | Wedstrijden | Doelpunten | Competitie      |
| ------- | --------------- | ----------- | ---------- | --------------- |
| 2008/09 | RKC Waalwijk    | 1           | 0          | Eredivisie      |
| 2009/10 | Fortuna Sittard | 15          | 0          | Eerste divisie  |
| 2010/11 | FC Oss          | 6           | 0          | ZondagTopklasse |
| 2011/12 | KV Turnhout     | 33          | 8          | Derde klasse    |
| 2012/13 | Dessel Sport    | 25          | 4          | Tweede klasse   |
| 2013/14 | KV Turnhout     | 28          | 19         | Derde klasse    |
| Totaal  |                 | 108         | 31         |                 |